# Чугунка
Чугу́нка (рос. Чугунка) — присілок у складі Колпашевського району Томської області, Росія. Входить до складу Саровського сільського поселення.

## Населення
Населення — 171 особа (2010; 187 у 2002).
Національний склад (станом на 2002 рік):
- росіяни — 95 %